# Steve Carver
Steve Carver (Nueva York, 5 de abril de 1945 - Los Ángeles, 8 de enero de 2021) fue un director de cine, productor y fotógrafo estadounidense.

## Primeros años
Carver asistió a la High School of Music and Art de Manhattan y recibió su BA de la Universidad de Cornell y su MFA de la Universidad Washington en San Luis. Originalmente estaba interesado en dibujos animados, arte comercial y animación. Fue camarógrafo de Wide World of Sports para los St. Louis Cardinals e hizo 30 documentales en dos años mientras enseñaba en las universidades del área de San Luis, Misuri.

## Carrera

### American Film Institute
En 1970, un documental que filmó en la escuela de posgrado lo admitió en el American Film Institute. Mientras estuvo en la AFI, estudió con cineastas como George Stevens, George Seaton, Alfred Hitchcock, Charlton Heston y Gregory Peck. Trabajó como asistente de dirección en la única cinta dirigida por Dalton Trumbo, Johnny tomó su fusil (Johnny Got His Gun, 1971).
El último proyecto AFI de Carver fue un cortometraje basado en El corazón delator de Edgar Allan Poe, protagonizada por Alex Cord y Sam Jaffe. Los Angeles Times lo describió como "una pieza de estado de ánimo eficaz, una obra hermosa en una vida y sombras siniestras". "Me encantó AFI", dijo Carver. "Fue una oportunidad para utilizar a gente muy talentosa".

### Roger Corman
The Tell-Tale Heart se proyectó ampliamente y atrajo la atención de Roger Corman, quien había hecho varias adaptaciones de las obras de Poe. Corman contrató a Carver para trabajar en New World Pictures.
Carver pasó su primer año en New World cortando remolques. Más tarde estimó que cortó de 100 a 150 remolques en ese tiempo. También escribió varios guiones para Corman, incluido uno sobre el almirante Byrd que fracasó cuando no pudieron asegurar los derechos de la herencia de Byrd. Estaba trabajando en un guion sobre una detective cuando Corman le dio la oportunidad de dirigir The Arena (1974), una película sobre gladiadoras filmada en Italia.

### Big Bad MamayCapone
Corman estaba satisfecho con The Arena y le dio a Carver otro trabajo de dirección, una película de gánsteres protagonizada por Angie Dickinson, Big Bad Mama (1974). Paul Bartel, quien dirigió la segunda unidad de la película, describió a Carver como "muy bien organizado" y "con un gran control del medio". Fue un gran éxito de taquilla.
Corman usó a Carver en otra película de gánsteres que hizo en 20th Century Fox, Capone (1975), protagonizada por Ben Gazzara y John Cassavetes.
En una entrevista de 1975, Carver dijo: "Todo lo que quiero hacer por ahora es una serie de buenas fotografías comerciales, pero con mi propio estilo. No busco una imagen de varios millones de dólares; De 1 a 2 millones de dólares bastarán por ahora". La misma entrevista lo describió "tan intenso y dinámico como sus películas... un triunfador agresivo que ya ha logrado lo suficiente para tres personas".

### Drum
Carver fue mencionado como posible director de la tercera película de la serie "Billy Jack", Billy Jack Goes to Washington, pero al final Tom Laughlin decidió hacerlo. En cambio, Dino De Laurentiis contrató a Carver para reemplazar a Burt Kennedy como director en Drum (1976). Aunque la película se completó con éxito y resultó rentable, Carver describió la experiencia de hacerse cargo de otro director como "horrible". En una entrevista posterior, Carver describió la actitud de Burt Kennedy hacia él como "muy amable": "Se sentó conmigo y me explicó la situación. Me advirtió que parte del elenco lo seguiría fuera de la película. Fue mucho conmigo".
Carver iba a hacer una película para Ray Stark con Susan Blakely, Freestyle, sobre una esquiadora al final de su carrera. Sin embargo, nunca se hizo. Tampoco lo fue otra película a la que Carver estaba vinculado, Summer Camp de un guion de Barry Schneider. En cambio, Carver dirigió Steel con Lee Majors, luego hizo otra para Roger Corman, Fast Charlie... the Moonbeam Rider (1979), protagonizada por David Carradine.
Hizo un trabajo no acreditado en una película para televisión, Angel City (1980). Carver dejó la producción, porque los productores se negaron a despedir al actor Ralph Waite, quien, según Carver, llegó borracho al set.

### Chuck Norris
Carver hizo dos películas de gran éxito con Chuck Norris, An Eye for an Eye y Lone Wolf McQuade.
El desarrollo de Walker, Ranger de Texas llevó a una demanda presentada por Carver y su socio de producción Yoram Ben-Ami, que perdieron. Carver dijo en 2020: "No pudimos convencer a la Corte Suprema de que había similitudes. Ahora, tú, yo y cualquier otra persona sabemos que hay similitudes entre Lone Wolf McQuade y Walker, Ranger de Texas".

## Últimos años
Sus películas de finales de los 80 tendían a ser menos distinguidas: Oceans of Fire (1986), una película para televisión; Jocks (1987), una comedia para adolescentes con una joven Mariska Hargitay; Bulletproof (1988), una película de acción con Gary Busey; Río de la muerte (1989); Dead Center (1993); Los lobos (1996). También dirigió una serie de películas sin acreditar. Como explicó en una entrevista de agosto de 2020: "Me volví conocido como un director a quien acudir con otros productores. Cuando una película se metía en problemas y un productor necesitaba que un director interviniera para "salvar" su imagen, me llamaban. Fue divertido por un tiempo y buen dinero".
Finalmente, Carver dejó la dirección y se dedicó a la fotografía. "Roger me echó a perder", reflexionó Carver más tarde, diciendo que otros productores "me desgastaron y me persiguieron para que volviera a hacer fotografía". Abrió un laboratorio fotográfico en Los Ángeles en 1995.
Aparece en el documental That Guy Dick Miller, sobre la actuación y la vida de Dick Miller.

### Fallecimiento
Carver falleció de COVID-19 en Los Ángeles el 8 de enero de 2021, durante la pandemia de COVID-19 en California, aunque inicialmente se informó que su deceso se debió a un ataque cardíaco. Tenía 75 años.

## Películas
- El corazón delator (1971) (corto) - director, productor.
- Johnny tomó su fusil (Johnny Got His Gun, 1971) - asistente de dirección.
- The Arena (1974) - director.[15]
- Big Bad Mama (1974) - director.
- Capone (1975) - director.[16]
- Drum (1976) - director-
- Fast Charlie... the Moonbeam Rider (1979) - director.
- Steel (1979) - director.
- Angel City (1980) (película de televisión) - director (sin acreditar).
- Ojo por ojo (1981) - director.
- Lone Wolf McQuade (1983) - director, productor.[17]
- Oceans of Fire (1986) (película para televisión) - director.
- Jocks (1987) - director.
- Bulletproof (1988) - director.
- River of Death (1989) - director.
- Dead Center (1993) - director.
- Los lobos (1996) - director.